# Romy Padovano
Romy Padovano (Genova, 9 febbraio 1964) è uno scrittore italiano.

## Biografia
Dopo aver conseguito il diploma di liceo classico, termina gli studi di pianoforte al Conservatorio Niccolò Paganini di Genova. Ha collaborato con l'Indipendente, il Giornale di San Patrignano e la Gazzetta dello Sport con una rubrica di umorismo.
Dal 1991 lavora a Mediaset, prima come autore e giornalista nella redazione spettacolo di Giorgio Medail e Anna Praderio e dal 2000 al Coordinamento Palinsesti di tutte le Reti Mediaset.
Ha pubblicato libri con Mondadori e Sperling & Kupfer, scritto per il teatro, il cinema e la musica.
Negli anni novanta ha lavorato nel campo della pubblicità realizzando le musiche di diversi spot radio-televisivi tra i quali: gli orologi Pryngeps, i profumi Soldano e Mimmina, l'abbigliamento Onyx, Jeans Emanuel. Sempre in quegli anni ha lavorato come soggettista di fumetti scrivendo le storie di Tiramolla, Braccio di Ferro e Tom & Jerry e ha collaborato come autore di spettacolo con alcune produzioni televisive Rai e Mediaset come Il più bello d'Italia, Un disco per l'estate, Ore 12.
Con la sua casa editrice musicale PiQuancy è stato l'editore dell'opera sinfonica Requiem for the President - in memoriam John Fitzgerald Kennedy, composta negli anni sessanta dal compositore italiano Antonio Busellato.

## Opere
- Parola di nonno,  con Guido Prussia, Sperling & Kupfer, 1994. ISBN 978-8820017477
- L'amore è un film, con Guido Prussia, Alessandro Edizioni, 1995
- Hit Parade, Mondadori, 1997. ISBN 978-8804425632
- Mina. Mille volti di una voce, Mondadori, 1998. ISBN 978-8804447726
- Nessuno ama Laura Wolf, con Guido Prussia, Indipendently published, 2022. ISBN 979-8359220910
- Lettere a una stronza, con Guido Prussia, Indipendently published, 2023. ISBN  979-8374081350

## Spettacoli
- Eppy. L'uomo che ha costruito il mito dei Beatles, debutto Teatro Nuovo, Milano, 5 ottobre 2000. Sceneggiatura, musiche e regia.
- Tutte le donne di Bob, debutto Teatro delle Erbe, Milano 5 maggio 2004
- All Bob's Women, debutto Arts Theatre Londra, 18 giugno 2008 con Nicole Faraday e Amy Booth-Steel
- The blue bride, premiato a New York con l'IIDF Award - A Heart For Art, Emerging Musical 2014"
- La sposa in Blu, debutto Teatro Apollonio, Varese 7 novembre 2014, con Platinette
- Flowers, debutto Teatro Arcobaleno, Motta Visconti  (MI), 3 ottobre 2015
- Extravaganza, debutto Teatro Faraggiana, 2 dicembre 2022 con Justin Mattera